# نوکیا ۵
نوکیا ۵ (انگلیسی: Nokia 5) یک گوشی هوشمند میان‌رده برند نوکیا است که نخست به همراه نوکیا ۶ و نوکیا ۳ توسط شرکت فنلاندی اچ‌ام‌دی گلوبال در بازار چین عرضه شد و در ۲۶ فوریه ۲۰۱۷ در همایش جهانی گوشی همراه در بارسلونا عرضه آن برای تمام جهان اعلام شد. این گوشی به‌طور پیش‌فرض از اندروید نسخهٔ ۷٫۱٫۱ نوقا و از رابط کاربری استاندارد این نسخه، بدون تغییر یا برنامهٔ اضافی استفاده می‌کند.